# Get Duked!
Get Duked! (Originaltitel Boyz In The Wood) ist eine schwarze Komödie von Ninian Doff, die am 8. März 2019 beim South by Southwest Film Festival ihre Premiere feierte. Am 28. August 2020 wurde der Film über Prime Video veröffentlicht. Die satirische Coming-of-age-Geschichte spielt in den schottischen Highlands.

## Handlung
Ian, Dean, Duncan und ein Amateur Rapper, der sich „DJ Beetroot“ nennt, vier Teenager aus der Stadt, verabschieden sich von ihrem Sponsor Mr. Carlyle und begeben sich auf etwas, das „The Duke of Edinburgh Challenge“ genannt wird. Hierbei müssen sie in den schottischen Highlands von Punkt A nach Punkt B navigieren und sollen vor Einbruch der Dunkelheit einen Campingplatz erreichen, wo sie Mr. Carlyle treffen wollen.
Eigentlich ist das Ganze als eine Art eine Teambuilding-Übung gedacht, die Ian jedoch unbedingt gewinnen will, weshalb er einen Plan für die Challenge entwickelt hat und auch eine Checkliste mit sich führt. Problem hierbei ist, dass sie nicht für das Überleben in der Wildnis geschaffen sind und auch keine Karten lesen können. Vielmehr interessieren sie sich für ihre Smartphones. Das zweite Problem ist, dass es einen Wahnsinnigen gibt, der sich The Duke nennt und glaubt, es sei an der Zeit, die Schwachen in der neuen Generation von Teenagern zu eliminieren. In seiner unheimlichen Maske macht er Jagd auf die jungen Männer.
Auf halber Strecke, mitten im Nirgendwo, erfahren sie, dass einheimische Kaninchen sich von einer Pflanze ernähren, die in ihrem Kot seine Spuren hinterlässt, was diesen zu einem Halluzinogen macht. Vollgedröhnt schlagen sie sich durch die Wildnis, um zwei Tage später an der schottischen Küste aufzutauchen.

## Produktion
Regie führte Ninian Doff, der auch das Drehbuch schrieb. Es handelt sich nach einigen Kurzfilmen und Musikvideos (unter anderem We've Got to Try für The Chemical Brothers) um Doffs Regiedebüt bei einem Spielfilm.
In den Rollen der Jugendlichen DJ Beatroot, Dean, Duncan und Ian, die sich auf „The Duke of Edinburgh Challenge“ begeben, sind Viraj Juneja, Rian Gordon, Lewis Gribben und Samuel Bottomley zu sehen. Eddie Izzard  spielt den Duke, der Jagd auf sie macht.
Die Dreharbeiten fanden in Schottland statt. Als Kameramann fungierte Patrick Meller. Er nutzte bei seiner Arbeit eine Arri Alexa Mini Cooke. Meller und Doff wollten die schottische Landschaft betonen. Die Bilder sollten dabei nicht nur episch wirken, sondern auch dabei helfen, die Isolation in einer feindseligen Umgebung zu unterstreichen, in der sich die vier Jungen während der Jagd befinden.
Der Film wurde am 8. März 2019 beim South by Southwest Film Festival erstmals gezeigt. Am 19. Juni 2019 eröffnete er das Edinburgh International Film Festival und wurde hier erstmals im Vereinigten Königreich gezeigt. Im Dezember 2019 erwarben die Amazon Studios die Rechte am Film. Am 28. August 2020 wurde er über Prime Video veröffentlicht. In den USA wird der Film auch unter dem Titel Get Duked! gezeigt.

## Rezeption

### Altersfreigabe
In den USA erhielt der Film von der MPAA ein R-Rating, was einer Freigabe ab 17 Jahren entspricht. In Deutschland wurde der Film von der FSK ab 16 Jahren freigegeben.

### Filmgenre und Kritiken
Moviepilot beschreibt den Film eine wilde Mischung aus Anarchie und Generationsporträt in den Gebirgen Schottlands, wo Hip-Hop liebende Farmer hausen. John DeFore von The Hollywood Reporter ordnet ihn als Actionkomödie ein. Rob Hunter von Film School Rejects beschreibt den Film als eine Mischung aus Hot Fuzz und Attack the Block.
Der Film konnte bislang 87 Prozent aller Kritiker bei Rotten Tomatoes überzeugen und erhielt hierbei eine durchschnittliche Bewertung von 7,1 der möglichen 10 Punkte.
Rafael Motamayoron von Dread Central bemerkt, Ninian Doff nutze auch seinen musikalischen Background, indem er den Film mit LSD-Traumbildern versieht, die sowohl die Hillbillies als auch das Publikum begeistern. Wohin auch immer sich der Film bewege, sei er von Musik beeinflusst, wobei britischer Hip-Hop ständig zu hören ist und immer der Geschichte diene.
John DeFore von The Hollywood Reporter schreibt, ab dem Moment, als die Jugendlichen von der Wirkung des Kaninchenkots berauscht durch die Highlands ziehen, steigere der Film das Tempo.

### Auszeichnungen
British Independent Film Awards 2019
- Nominierung für den Douglas Hickox Award – Debut Director (Ninian Doff)[14]

Edinburgh International Film Festival 2019
- Nominierung als Bester britischer Spielfilm für den Michael Powell Award (Ninian Doff)

South by Southwest Film Festival 2019
- Auszeichnung mit dem Publikumspreis – Midnighters (Ninian Doff)[15]

Tallinn Black Nights Film Festival 2019
- Auszeichnung mit dem Grand Prix im Kinder- und Jugendfilmwettbewerb „Just Film“ (Ninian Doff)[16]

## Synchronisation
Die deutsche Synchronisation entstand nach einem Dialogbuch von Christos Topoulos und der Dialogregie von Jörn Linnenbröker im Auftrag der DMT – Digital Media Technologie GmbH, Hamburg.
| Darsteller       | Synchronsprecher  | Rolle          |
| ---------------- | ----------------- | -------------- |
| Samuel Bottomley | Flemming Stein    | Ian            |
| Rian Gordon      | Jesse Grimm       | Dean           |
| Viraj Juneja     | Tim Kreuer        | DJ Beatroot    |
| Lewis Gribben    | Johannes Semm     | Duncan         |
| James Cosmo      | Erik Schäffler    | Farmer         |
| Jonathan Aris    | Christian Stark   | Mr. Carlyle    |
| Kevin Guthrie    | Jonas Minthe      | PC Hamish      |
| Kate Dickie      | Kerstin Draeger   | Sergeant Morag |
| Alice Lowe       | Jennifer Böttcher | Superintendent |
| Georgie Glen     | Ela Nitzsche      | The Duchess    |
| Eddie Izzard     | Jürgen Holdorf    | The Duke       |